# HMS Emperor (D98)
Авіаносець «Емперор» (англ. HMS Emperor (D98)) — ескортний авіаносець США часів Другої світової війни типу «Боуг» (2 група, тип «Ameer»/«Ruler»), переданий ВМС Великої Британії за програмою ленд-лізу.

## Історія створення
Авіаносець «Емперор» був закладений 23 червня 1942 року на верфі «Seattle-Tacoma Shipbuilding Corporation» під назвою «USS Pybus (CVE-34)». Спущений на воду 7 жовтня 1942 року. Переданий ВМС Великої Британії, вступив у стрій під назвою «Емперор» 6 серпня 1943 року.

## Історія служби
Після вступу у стрій авіаносець «Емперор» у лютому 1944 року супроводжував Гібралтарський конвой. 3 квітня 1944 року брав участь в ударі по лінкору «Тірпіц» (Операція Tungsten), пізніше - у двох операціях зі знищення судноплавства біля берегів Норвегії.
Наприкінці липня 1944 року «Емперор» перейшов на Середземне море, де у серпні брав участь у підтримці висадки в південній Франції (операція «Драгун»).
У вересні-листопаді підтримував десанти та завдавав ударів по наземних цілях в Егейському морі.
Протягом грудня 1944 року - лютого 1945 року авіаносець пройшов ремонт, після чого перейшов в Коломбо та був включений до складу британського Східного флоту. З квітня 1945 року до закінчення війни «Емперор» брав участь у бойових діях біля берегів Бірми, Суматри, Нікобарських та Андаманських островів.
У червні пройшов ремонт, після капітуляції Японії підтримував висадку десантів в Малайї.
12 лютого 1946 року авіаносець «Емперор» був повернутий США, де 28 березня того ж року був виключений зі списків флоту і 14 травня проданий на злам.. 